# Robert P. Kerr
Pour les articles homonymes, voir Kerr.
Robert P. Kerr, de son vrai nom Robert Perry Kerr, est un réalisateur, acteur et scénariste américain né le 9 octobre 1892 à Burlington (Colorado) et mort le 5 septembre 1960 à Porterville (Californie), d'une infarctus du myocarde.

## Biographie
Robert P. Kerr a travaillé principalement pendant la période du cinéma muet, parfois crédité Robert Kerr ou Bob Kerr.

## Filmographie

### Comme acteur
- 1914 : Le Roman comique de Charlot et Lolotte de Mack Sennett et Charles Bennett : un policier
- 1915 : Love, Loot and Crash de Frank Griffin :  un policier
- 1915 : A Janitor's Wife's Temptation de Dell Henderson
- 1916 : His Bread and Butter de Edward F. Cline
- 1923 : Pest of the Storm Country de Jack White
- 1924 : His Sons-in-Law
- 1929 : Ils voulaient voir Paris (They Had to See Paris) de Frank Borzage : Tupper
- 1931 : The Spider de Kenneth MacKenna et William Cameron Menzies
- 1933 : L'Île du docteur Moreau de Erle C. Kenton
- 1935 : Un danger public de Erle C. Kenton : un reporter
- 1935 : Party Wire de Erle C. Kenton : un joueur de poker
- 1935 : Life Begins at Forty (en) de George Marshall : un employé de banque

### Comme réalisateur
- 1916 : Black Eyes and Blue
- 1917 : Un automate très autonome (A Clever Dummy)
- 1917 : A Royal Rogue
- 1917 : Dangers of a Bride (en)
- 1917 : Hero for a Minute
- 1917 : When Hearts Collide
- 1918 : A Flyer in Folly
- 1918 : Her Movie Madness
- 1921 : The Pickaninny
- 1921 : Stop Kidding
- 1921 : Sweet By and By
- 1922 : Many Happy Returns
- 1922 : His First Job
- 1922 : Busy Bees
- 1922 : Step This Way
- 1923 : The Handy Man
- 1923 : Exit Caesar
- 1924 : His Sons-in-Law
- 1924 : Hit 'em Hard
- 1924 : Family Life
- 1924 : Keep Coming
- 1924 : Keep Going
- 1924 : Obey the Law
- 1925 : The Big Game Hunter
- 1925 : The Guest of Honor
- 1925 : The Wrestler
- 1925 : The Amateur Detective
- 1925 : Honeymoon, Ltd.
- 1925 : Control Yourself
- 1926 : 30 Below Zero
- 1926 : King Bozo
- 1926 : A Trip to Chinatown
- 1926 : The Complete Life
- 1926 : The Feud
- 1927 : Andy Nose His Onions
- 1927 : Tie That Bull
- 1927 : The Mild West
- 1927 : Swiss Movements
- 1927 : Society Architect
- 1927 : Meet the Folks
- 1927 : Ocean Blues
- 1927 : Greet the Wife
- 1927 : Dr. Quack
- 1928 : Fighting Fannie

### Comme assistant-réalisateur
- 1916 : Bubbles of Trouble d'Edward F. Cline

### Comme scénariste
- 1924 : His Sons-in-Law
- 1924 : Hit 'em Hard
- 1924 : Keep Coming
- 1924 : Keep Going
- 1924 : The Fight
- 1924 : Obey the Law